# Ramsey (Minnesota, Anoka megye)
Ramsey város az USA Minnesota államában, Anoka megyében. Lakosainak száma 27 646 fő (2020. április 1.).

## Népesség
A település népességének változása:

| 2010 | 23 668 |
| 2020 | 27 646 |